# Talpa Network
Talpa Network, abrégé en Talpa, anciennement Talpa Holding, est un groupe audiovisuel néerlandais créé en 2005 par John de Mol.

## Activités

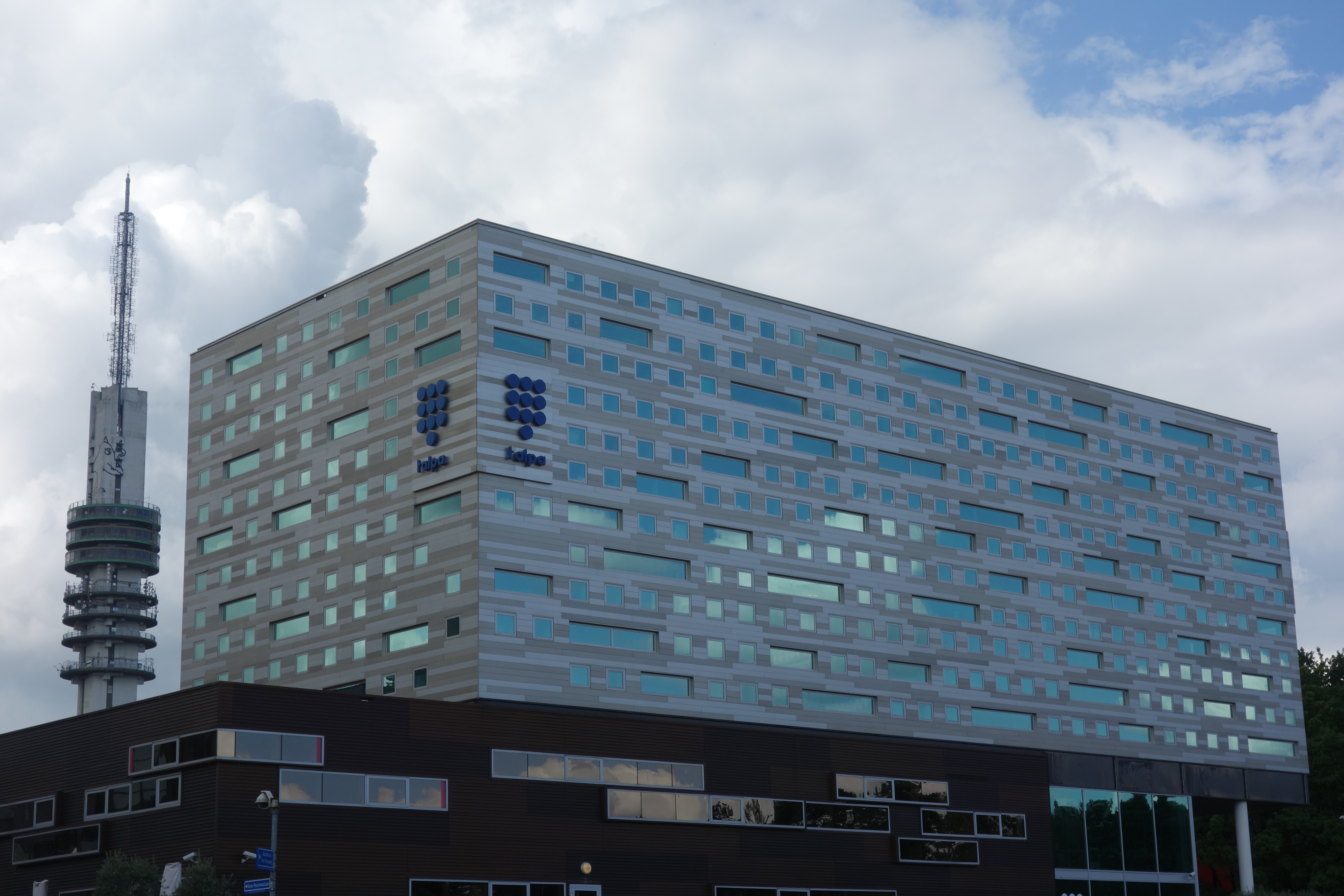
Le siège du groupe Talpa Network au Media Park à Hilversum.

Talpa Network regroupe des activités dans les domaines de la radio, de la télévision, d'Internet et de la presse écrite.

### Audiovisuel

#### Talpa Radio
Talpa Radio est la division radio du groupe Talpa, fondée le 9 janvier 2017 et succède au groupe 538 qui a fusionné peu avant avec le groupe Sky Radio dont le Telegraaf Media Groep (TMG, propriétaire du journal De Telegraaf) était également actionnaire.
- Radio 538
- Radio 10
- Sky Radio
- Radio Veronica

#### Talpa TV
Talpa TV est la division de chaînes de télévision du groupe Talpa et a été fondée au début des années 1990 en tant que filiale néerlandaise du groupe luxembourgeois SBS Broadcasting.
Depuis le 19 juillet 2017, Talpa Network est le propriétaire à part entière de l'ancienne filiale néerlandaise du groupe SBS Broadcasting (en). Sanoma Media (67 %) et Talpa Holding (33 %) étaient auparavant copropriétaires de la filiale néerlandaise de SBS du 29 juillet 2011 jusqu'à son rachat.
- SBS 6
- NET 5
- Veronica
- SBS 9

### Presse

#### ANP
L'Algemeen Nederlands Persbureau (en) (ANP) est la plus grande agence de presse aux Pays-Bas, fondée en 1934. Le 28 mars 2018, l'ANP a été rachetée par Talpa Network.

### Autres activités
Au groupe Talpa Network appartient également :
- Talpa Digital, filiale proposant des contenus personnalisés pour des groupes cibles spécifiques ;
- Talpa E-Commerce, se concentre sur le commerce électronique aux Pays-Bas ;
- Talpa Events, filiale qui organise des évènements liés à ses propres marques de médias ;
- Talpa Social, réseau de 160 influenceurs sociaux néerlandais sur YouTube.

## Activités abandonnées

### Talpa Media
Depuis 2015, la filiale Talpa Media fait partie de la société britannique ITV. De Mol reste néanmoins lié à cette ancienne filiale. Talpa Media conserve sa propre identité sous ITV.

### 4FM
En Belgique, Talpa était actif avec la station de radio 4FM (prédécesseur de Joe FM). Elle a été reprise en 2007 par la Vlaamse Media Maatschappij (VMMa).

### La chaîne Talpa / Tien
Une chaîne de télévision sous le nom Talpa, en référence au groupe propriétaire, et a été lancée le 13 août 2005. Le 15 décembre 2006 elle change de nom pour devenir Tien avant de cesser ses émissions définitivement le 18 août 2007 en raison de ses chiffres d'audience jugés décevants. La chaîne a été reprise par RTL Nederland et devient RTL 8.